# Arvika Västra församling
Arvika Västra församling var en församling i Arvika pastorat i Västra Värmlands kontrakt i Karlstads stift i Svenska kyrkan. Församlingen låg i Arvika kommun i Värmlands län. 1 januari 2023 uppgick församlingen i Arvika-Ny församling.
Församlingen bestod av de icke centrala delarna av Arvika stad och av landsbygden däromkring. Dess församlingskyrka, Mikaelikyrkan, låg i sydvästra delen av Arvika, och där fanns även stadens kyrkogård. Församlingen omslöt Arvika östra församling.

## Administrativ historik
Församlingen har medeltida ursprung. Namnet var före 1 maj 1906 Arvika församling och därefter till 1944 Arvika landsförsamling. 1 maj 1906 utbröts Arvika köpings församling (senare Arvika Östra). Från 1944 till 1 juni 2012 skrevs namnet Arvika västra församling
Församlingen var till 1 maj 1871 moderförsamling i pastoratet Arvika, Älgå, Gunnarskog och Ny som från 1850 även omfattade Bogens församling. Från 1 maj 1871 till 2002 moderförsamling i Arvika, Älgå och Ny som mellan 1 maj 1906 och 1 maj 1909 även omfattade Arvika köpings församling. Från 2002 ingick församlingen i Arvika pastorat. 1 januari 2023 uppgick församlingen i Arvika-Ny församling.

## Organister
| Period    | Namn           | Levnadstid | Övrigt   |
| --------- | -------------- | ---------- | -------- |
| 1865–1866 | Gustaf Heurlin | 1825–      | Organist |
| 1866–1911 | Magnus Pehrson | 1834–1911  | Organist |

## Kyrkor
- Mikaelikyrkan